# Plagodis californiaria
Plagodis californiaria là một loài bướm đêm trong họ Geometridae.